# 嵌套堆栈自动机
在自动机理论中，嵌套堆栈自动机是可以利用持有作为附加栈的数据的栈的有限自动机。 嵌套堆栈自动机除了压入和弹出外还可以读它的栈。嵌套堆栈自动机有能力识别附标语言。

## 引用
1. ↑  Aho, Alfred. . Journal of the ACM. 1969, 16 (3): 383–406. ISSN 0004-5411.[]
2. ↑   Partee, Barbara; Alice ter Meulen, and Robert E. Wall. . Kluwer Academic Publishers. 1990: 536–542. ISBN 978-90-277-2245-4.